# Jean Tatlock
Jean Frances Tatlock (21 de fevereiro de 1914 – 4 de janeiro de 1944) foi uma psiquiatra americana. Ela foi membro do Partido Comunista dos Estados Unidos e foi repórter e escritora para a publicação do partido, Western Worker. Ela também é conhecida por seu relacionamento romântico com J. Robert Oppenheimer, o diretor do Laboratório de Los Alamos do Projeto Manhattan durante a Segunda Guerra Mundial.
Filha de John Strong Perry Tatlock, um proeminente filólogo de inglês antigo e um especialista em Geoffrey Chaucer, Tatlock era formada pela Vassar College e pela Escola de Medicina de Stanford, onde estudou para se formar psiquiatra. Tatlock começou a se relacionar com Oppenheimer em 1936, quando era estudante de pós-graduação em Stanford e Oppenheimer era professor de física na Universidade da Califórnia, Berkeley. Devido ao relacionamento deles e sua filiação ao Partido Comunista, ela foi colocada sob vigilância pelo FBI e seu telefone foi grampeado.
Tatlock sofria de depressão clínica e faleceu por suicídio em 4 de janeiro de 1944.

## Representações
Tatlock foi retratada por Kate Harper na minissérie de TV de 1980 Oppenheimer, Natasha Richardson no filme de 1989 Fat Man and Little Boy, e Florence Pugh no filme biográfico de 2023 Oppenheimer dirigido por Christopher Nolan.